# Чистников, Юрий Алексеевич
Юрий Алексеевич Чистников — советский хозяйственный, государственный и политический деятель.

## Биография
Родился в 1936 году в Старом Осколе. Член КПСС.
С 1959 года — на хозяйственной, общественной и политической работе. В 1959—1996 гг. — бригадир комсомольско-молодёжной бригады-победительницы различных отраслевых и Всесоюзных соревнований бурильщиков на участке глубокого бурения № 4 шахты имени Губкина комбината «КМАруда».
За высокую эффективность и качество работы в металлургическом и химическом производстве на основе изыскания и использования внутренних резервов был в составе коллектива удостоен Государственной премии СССР за выдающиеся достижения в труде 1979 года.
Почётный гражданин г. Губкина и Губкинского района.
Живёт в Губкине.